# Deporte en Alcalá de Henares
Los ciudadanos de Alcalá de Henares cuentan con una larga tradición en la práctica deportiva. La ciudad dispone de numerosas instalaciones deportivas, para todo tipo de actividades físicas y competiciones; así como de unas 140 asociaciones deportivas.

## Instalaciones deportivas

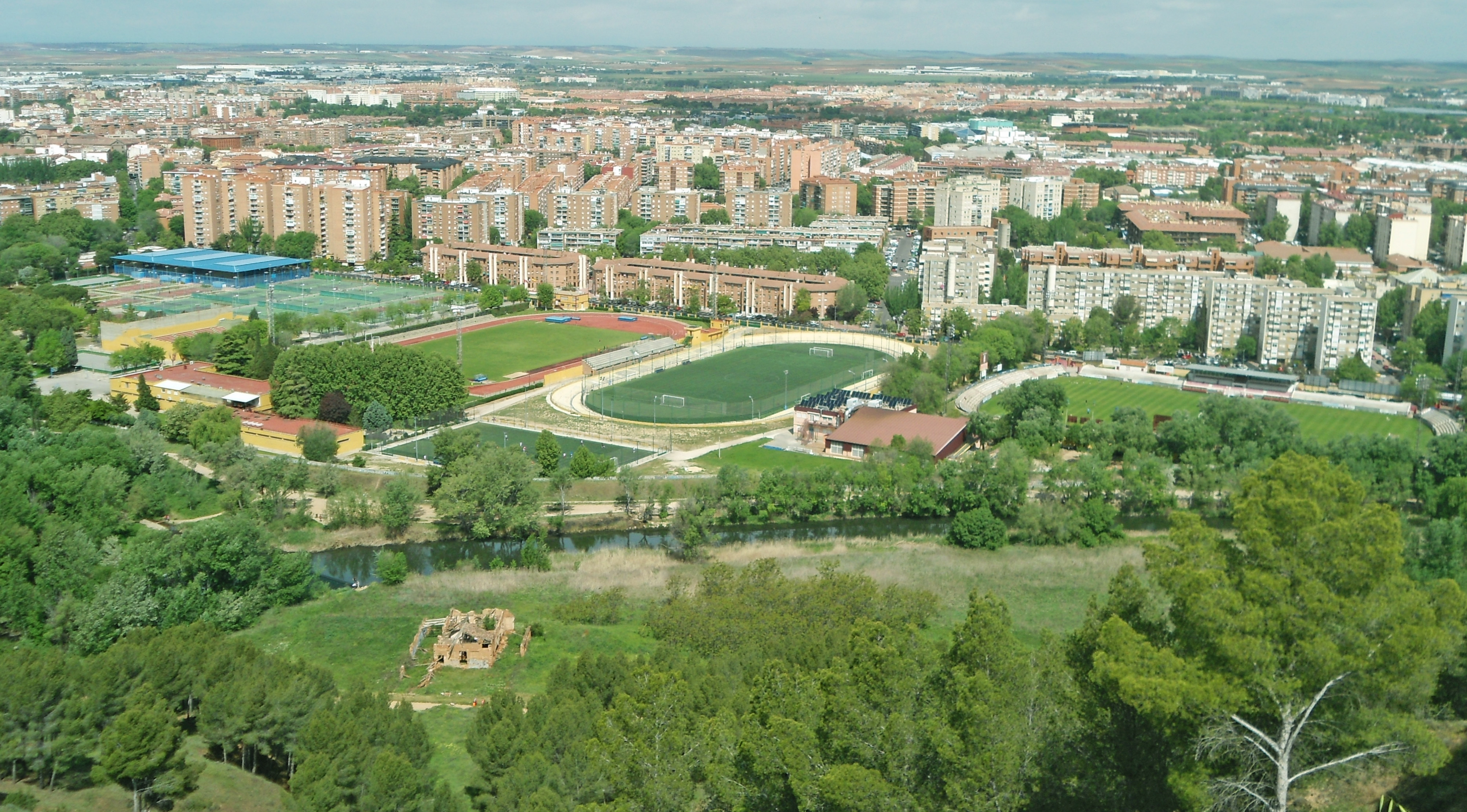
Ciudad Deportiva Municipal de El Val.

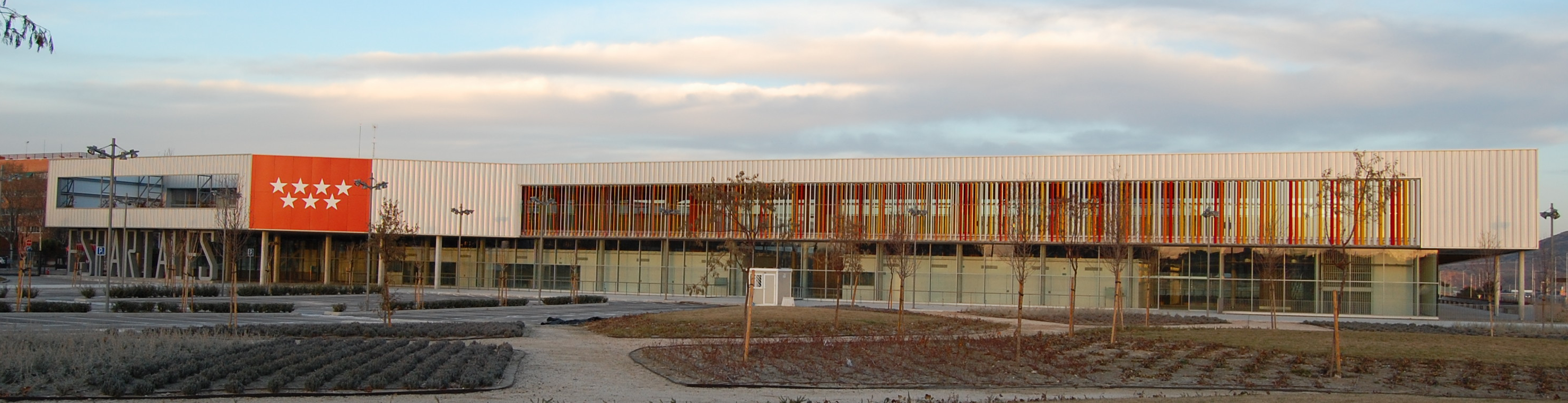
Ciudad Deportiva Municipal Espartales.

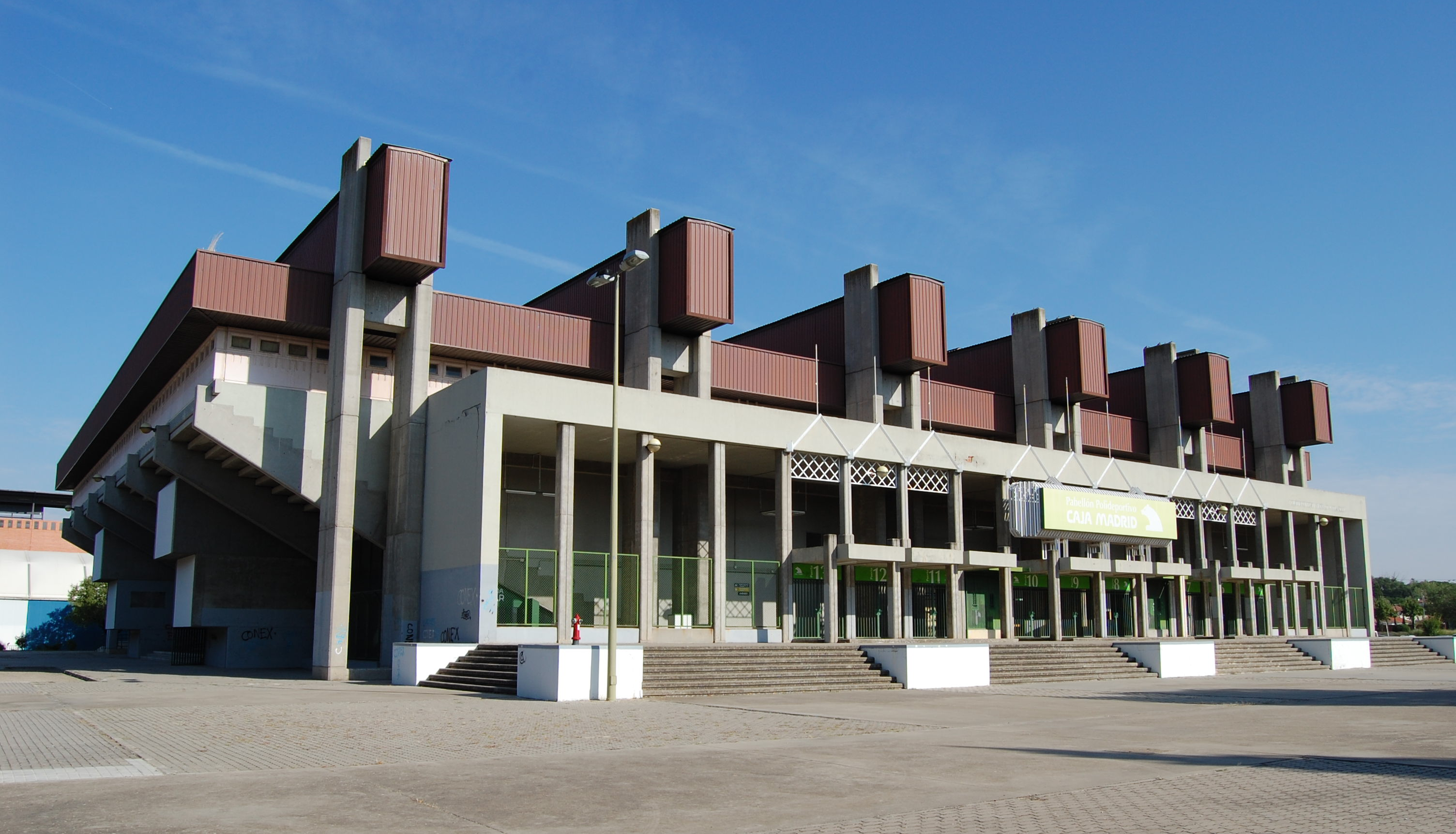
Pabellón Fundación Montemadrid.

Alcalá de Henares cuenta con diversas instalaciones deportivas públicas y privadas:
- Ciudades deportivas municipales: El Val, Juncal y Espartales.
- Estadios: El Val.
- Pabellones: El Val, Juncal, Espartales, Montemadrid, Rector Gala en el campus universitario, y el del CEIP Juan de Austria.
- Piscinas municipales: EL Val (cubierta y de verano), Espartales (cubierta), Juncal (de verano) y Parque O'Donnell (de verano).
- Áreas deportivas: El Ensanche, La Dehesa y Ciudad del Aire.
- Campo municipal de rugby Luisón Abad.[4]
- Centro de equitación CDSCM "Alcalá"

## Escuelas deportivas municipales
Las Escuelas Deportivas Municipales de Alcalá de Henares congregan anualmente a unos 4.500 deportistas entre los 4 y los 17 años, durante el periodo escolar (de octubre a mayo), para incentivarles la práctica deportiva e inculcarles valores positivos vinculados al deporte. Enseñan 12 disciplinas: atletismo, baloncesto, balonmano, fútbol 7, fútbol sala, gimnasia rítmica, hockey sobre patines, natación, patinaje artístico sobre ruedas, rugby, tenis y voleibol. 
El Organismo Autónomo "Ciudad Deportiva Municipal", mediante concurso público, firma convenios con varios clubes alcalaínos. Responsabilizándose estos de "organizar y ejecutar los programas específicos de cada deporte, tanto en las instalaciones deportivas municipales como en otros centros educativos de la ciudad2.

## Clubes y asociaciones deportivas
Alcalá de Henares cuenta con más de 140 clubes y asociaciones deportivas.
- Real Sociedad Deportiva Alcalá (RSD Alcalá)

La Real Sociedad Deportiva Alcalá es la entidad deportiva históricamente más importante de la ciudad. Fundada en 1929 a través de la fusión de dos equipos, la Unión Deportiva Alcalaína (1920) y la Gimnástica Alcalaína (fundada en 1922). Empezó como un equipo de fútbol, aunque con el tiempo, llegó a poseer hasta ocho secciones (fútbol, baloncesto, ciclismo, boxeo, etc.). Actualmente juega en el estadio municipal de El Val.
- Club Deportivo Avance (CD Avance)

Es el otro club de fútbol histórico de Alcalá, fundado en 1940. Cuenta con una Escuela de Fútbol desde 1988. Dispone de unas instalaciones deportivas denominadas «Felipe de Lucas», que cuentan con dos campos de fútbol, dos campos de fútbol-7 y dos campos de futbito para los más pequeños de la Escuela.
- Club de Atletismo A. J. Alkalá (AJA)

El Club de Atletismo Ajalkal se fundó en 1976 con el objetivo de acercar el deporte para todos. Ha conseguido numerosas plusmarcas deportivas, incluyendo el récord de Europa sub-23 de en:Gerson Pozo en la especialidad de 4x400m en el Campeonato de Europa sub-23 de 2025 en Bergen pero sobre todo tiene una Escuela Municipal de Atletismo y diversas competiciones con gran arraigo popular: la Media maratón Cervantina, la Carrera popular de Alcalá de Henares, y la Nocturna Nacional de Alcalá de Henares. Su sede se encuentra en las instalaciones municipales de Ciudad deportiva El Val concretamente en la Pista de Atletismo Antonio Fernández Ortiz.
- Club de Atletismo Cervantes

El Club Atletismo Cervantes Alcalá fue fundado en 2018 con el objetivo de ser un referente en los principales campeonatos regionales y nacionales en las modalidades de cross, pista, ruta y trail-running, además pretende promocionar el running entre los corredores populares de cualquier nivel y cuenta con una escuela municipal de atletismo implantada en varios centros educativos para todos los menores de la ciudad. Desde 2018 organiza, entre otros eventos, el Cross Nacional Aniversario Alcalá Patrimonio Mundial, concretamente, en la Huerta del Obispo del Palacio Arzobispal de Alcalá de Henares, dentro del bien de interés cultural del Recinto Amurallado que se encuentra en un área declarada Patrimonio Mundial, siendo el único cross del mundo con esas características.
- Club Escuela de Tenis y Pádel Alcalá

Se fundó en 1979 como Escuela de tenis Alcalá, pasando en el curso 1980-81 a formar parte de las escuelas deportivas municipales de Alcalá de Henares. En el curso 1984-85 se transforma en el Club Municipal de Tenis de Alcalá, como ente autónomo dentro del propio club. En noviembre de 1991, un grupo de profesores encabezados por Vicente Mendieta, fundan el Club Escuela de Tenis Alcalá, la ciudad deportiva les entrega la Escuela de Tenis. En septiembre de 2008 la Escuela de tenis pasa a hacerse cargo también del pádel en la ciudad deportiva, denominándose desde entonces Club Escuela de Tenis y Pádel Alcalá.
- Club Ciclista Iplacea

Fundado en 1980 y denominado como "Club Ciclista Iplacea" a partir de 1984, se dedica al ciclismo aficionado.
- Club de Balonmano Iplacea

El Club Deportivo Iplacea se fundó en 1984, con el fin de facilitar el acceso a la competición federada a aquellos alumnos del Centro Iniciación Técnico Deportiva (CITD), de Alcalá de Henares, que venían desarrollando sus actividades desde unos años antes. En un principio contó con secciones de varios deportes: baloncesto, balonmano, ciclismo, fútbol, gimnasia rítmica, voleibol y judo. Estas secciones se fueron independizando a medida que los clubes de la ciudad iban absorbiendo a los jugadores formados en el CITD. El C.D. Iplacea quedó relegado a un segundo plano denominándose con este nombre a los segundos equipos del Club Juventud Alcalá de balonmano, que en ese momento contaba con tres secciones (baloncesto, balonmano y gimnasia rítmica), que tenían total autonomía de funcionamiento. Con la desaparición del Juventud Alcalá en 1994, los técnicos y dirigentes, de las tres secciones, se hacen cargo de las actividades bajo la denominación de Club Deportivo Iplacea. En 1997 se realiza la escisión del Club, quedándose con la denominación del mismo la sección de balonmano por ser la titular del Club primigenio. Participa en varios campeonatos nacionales e internacionales en diversas categorías, tanto femeninas como masculinas. Tiene tres sedes, los pabellones deportivos municipales de El Val, Juncal, y el universitario del Campus de la Universidad de Alcalá.
- Club Voleibol Alcalá

Hasta la temporada 1986-1987 el voleibol compite como sección del "C.D.M. Iplacea". En la temporada siguiente se funda el "C.V. Salesianos Atocha Alcalá" y en la temporada 1989-90 es renombrado como "C.D. Iplacea Don Bosco Alcalá". Definitivamente en la temporada 1990-1991 se crea el "Club Voleibol Alcalá".
- Club Baloncesto Juan de Austria

Se fundó en 1987 en el colegio público Juan de Austria de Alcalá de Henares. Tiene equipos masculinos y femeninos en todos las categorías de baloncesto de la Comunidad de Madrid,  con 22 equipos federados (desde benjamín hasta sénior), 24 equipos que compiten a nivel escolar  y un grupo de unos 60 niños y niñas denominados "baby básket"; en total cuenta con 700 jugadores y 60 entrenadores. Su sede está en el pabellón deportivo del colegio público Juan de Austria.
- Club Patín Alcalá Artístico

Desde 1987 está adscrito a la Federación Madrileña de Patinaje. Se encarga de organizar actividades para fomentar la práctica del patinaje artístico sobre ruedas en la ciudad de Alcalá de Henares.
- Club Natación Alcalá de Henares (CNAH)

Se constituyó en 1988, haciéndose cargo de la gestión de actividades acuáticas ofertadas en las instalaciones públicas de Alcalá de Henares. Tiene actividades de promoción deportiva y de socorrismo acuático. Su sede se localiza en la piscina cubierta municipal del paseo de El Val.
- Club Juventud Alcalá de baloncesto

Fundado en 1991 como club de baloncesto con la denominación de Club Deportivo Cajamadrid (baloncesto). Actualmente tiene equipos tanto para formación como para competición en categorías masculina y femenina.
- Club de Gimnasia Rítmica Iplacea Alkal´a"

Lleva más de 20 años desarrollando las Escuelas Municipales de Gimnasia Rítmica de Alcalá de Henares, en convenio con la ciudad deportiva municipal de Alcalá de Henares. Además de la Escuela de Conjuntos y del equipo de competición del club.
- Club Deportivo Básico Hercesa

Comienza su actividad en el año 1997, heredando al extinto club de baloncesto de Alcalá y de la fusión de los clubes de Rugby de Alcalá y Guadalajara, naciendo el club deportivo. Desarrolla su actividad de baloncesto en el Pabellón Fundación Montemadrid, así como la Escuela Municipal de Baloncesto en varios colegios de la ciudad. La actividad de Rugby se desarrolla en el IES Antonio Machado.
- Club Petanca Alcalá

Fundado en septiembre de 1976.
- Club Baloncesto Alcalá

Fundado en 2010.
- Club de Rugby Alcalá

Fundado en 1967, con varias denominaciones y fusiones.
- Club Patín Alcalá Hockey

Fundado en 1978, centra sus actividades en la Ciudad Deportiva de El Val. Para la temporada 2024/25 su equipo sénior femenino ascendió a la categoría conocida cómo Ok Liga Iberdrola de la RFEP (máxima categoría de este deporte en España) tras haber quedado completamente invictas la temporada anterior en la categoría de Ok Liga Plata Femenina. Con ello el equipo femenino de hockey patines se ha convertido en el equipo complutense que juega en la categoría más alta de entre todos los deportes en los que participan clubes de Alcalá de Henares.
- Club Bádminton Alcalá

- Club Buceo Alcalá-Sub

- Asociación Deportiva Complutense Alcalá

La Asociación Deportiva Complutense Alcalá es un equipo de fútbol fundado en 1991.
- Asociación Deportiva Naya

- Agrupación Deportiva Chorrillo

Tiene su sede en el IES Antonio Machado
- EC Cartucho.es

El Equipo Ciclista Cartucho se fundó en 2015.

## Clubes clausurados o trasladados
- Club Interviú Fútbol Sala o Inter Movistar (fundado en 1977) es conocido mundialmente como uno de los mejores equipos de fútbol sala. Participa en la División de Honor de la Liga Nacional de Fútbol Sala, y cuenta con más de 8 campeonatos ganados de fútbol nacional. Su sede en 2016 se trasladó a Torrejón de Ardoz.[28]

- Club Deportivo Cajamadrid (ciclismo): 1980-1993.

- Club Deportivo Cajamadrid (balonmano): 1978-1991

- Club Deportivo Hercesa de rugby: 2001-2013.

## Eventos deportivos
- Trofeo Cervantes es un torneo amistoso de fútbol que se celebra a mediados de agosto, y que organiza anualmente desde 1967 la RSD Alcalá.[29][30]
- Maratón Internacional de Alcalá de Henares.[31]
- Día del Atletismo Popular, incluye la Media Maratón Cervantina y la Carrera Popular Quijote.[32]
- Nocturna de atletismo.
- Torneo de fútbol sala Ferias y Fiestas de Alcalá de Henares, memorial Cecilio Rodríguez. Es un torneo amistoso que se celebra en el pabellón del complejo deportivo de Espartales y que sirve como inicio de preparación para el equipo filial de Inter Movistar.[33]
- Gran premio Hipercor de atletismo.
- Carrera popular "Legua cervantina".
- Gran premio Macario de ciclismo.
- Carrera popular del "día sin alcohol".
- Open de ajedrez "Ciudad Patrimonio Mundial".
- Programa regional "el baloncesto no tiene edad".
- Torneo de fútbol "Pipe" (A.D. Avance).
- Memorial "Emilio López" (A.D. Naya).
- Torneos de Ferias en agosto, en varias disciplinas: fútbol, ajedrez, baloncesto, tenis y ciclismo.
- Cross Nacional Aniversario Alcalá Patrimonio Mundial (Club Atletismo Cervantes).[12]

## Deportistas destacados

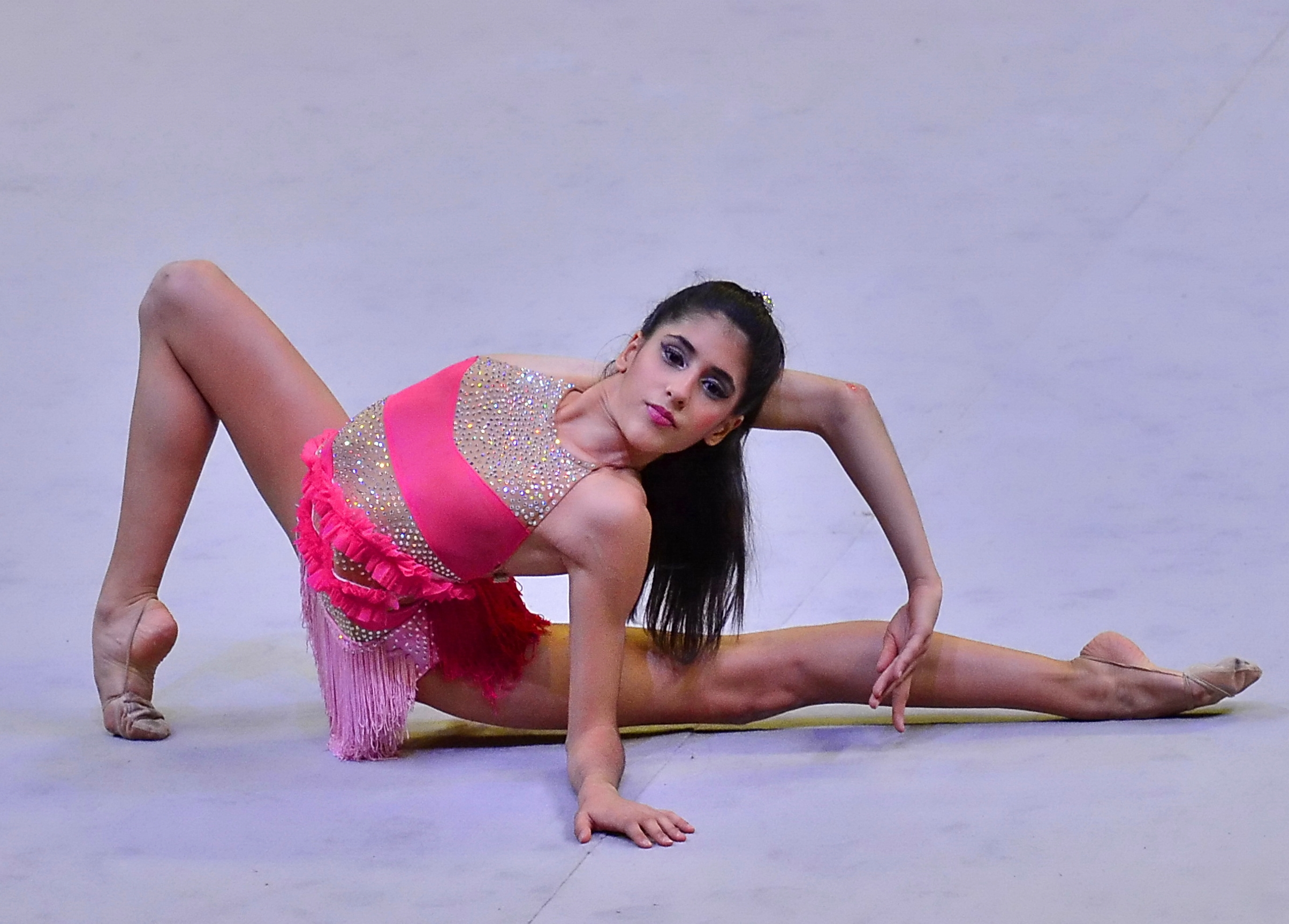
Mónica Alonso (2013).

- Álex Fernández Iglesias
- Nacho Fernández Iglesias
- Demetrio Lozano
- Manolo Alfaro
- Mónica Alonso
- Rafael Guijosa
- Alba García Falagán
- Adriana Cerezo Iglesias

## Premios Cervantes al Deporte de Alcalá de Henares
Los Premios Cervantes al Deporte de Alcalá de Henares cuentan con cuatro modalidades y varias categorías:
- A los valores deportivos:
  - Nacional masculino y femenino
  - Comunidad de Madrid masculino y femenino
  - Local masculino y femenino

- Al mejor deportista de Alcalá de Henares por categorías: 
  - Sub-12 masculino y femenino
  - Sub-14 masculino y femenino
  - Sub-16 masculino y femenino
  - Sub-18 masculino y femenino
  - Absoluta masculino y femenino
  - Veterano masculino y femenino

- Honorífico a la trayectoria deportiva en Alcalá de Henares

- A la mejor entidad colaboradora con el Deporte de Alcalá de Henares.